# Broncho Billy's Reason
Broncho Billy's Reason è un cortometraggio muto del 1913 interpretato e diretto da Gilbert M. 'Broncho Billy' Anderson.

## Trama
L'amore per sua madre spinge Broncho Billy a fare tutto quello che può per salvare la sua casa, giungendo fino a vendere la propria pistola. Senza più un soldo, Billy diventa ladro di cavalli. Ne ruba un piccolo branco che rivende nella città vicina. Il proprietario degli animali, quando scopre il furto, gli manda dietro i suoi mandriani. Billy riesce a fuggire e l'acquirente consegna tutti i cavalli allo sceriffo che li riporta al loro legittimo proprietario. Alcuni mesi dopo, l'uomo che aveva comperato il bestiame da Billy riceve da quest'ultimo un assegno che lo ripaga del danno subito.

## Produzione
Il film fu prodotto dalla Essanay Film Manufacturing Company. Venne girato a Niles. Gilbert M. 'Broncho Billy' Anderson, fondatore della casa di produzione Essanay (che aveva la sua sede a Chicago), aveva individuato nella cittadina californiana di Niles il luogo ideale per trasferirvi una sede distaccata della casa madre. Niles diventò, così, il set dei numerosi western prodotti da Anderson.

## Distribuzione
Distribuito dalla General Film Company, il film - un cortometraggio in una bobina - uscì nelle sale cinematografiche USA il 12 aprile 1913.